# Vibysjön
Vibysjön är en sjö i Hallsbergs kommun i Närke och ingår i Norrströms huvudavrinningsområde. Sjön är 1,8 meter djup, har en yta på 1,81 kvadratkilometer och befinner sig 60 meter över havet. Sjön avvattnas av vattendraget Kvismare Kanal. Vid provfiske har bland annat abborre, braxen, gers, Sarv (fisk), Löja, Ruda (fisk) och gädda fångats i sjön.

## Delavrinningsområde
Vibysjön ingår i det delavrinningsområde (654807-144470) som SMHI kallar för Utloppet av Vibysjön. Medelhöjden är 72 meter över havet och ytan är 26,07 kvadratkilometer. Det finns ett avrinningsområde uppströms, och räknas det in blir den ackumulerade arean 44,14 kvadratkilometer. Kvismare Kanal som avvattnar avrinningsområdet har biflödesordning 2, vilket innebär att vattnet flödar genom totalt 2 vattendrag innan det når havet efter 251 kilometer. Avrinningsområdet består mestadels av skog (23 procent), öppen mark (14 procent) och jordbruk (50 procent). Avrinningsområdet har 1,8 kvadratkilometer vattenytor vilket ger det en sjöprocent på 6,9 procent. Bebyggelsen i området täcker en yta av 0,96 kvadratkilometer eller 4 procent av avrinningsområdet.

## Fisk
Vid provfiske har följande fisk fångats i sjön:
- Abborre
- Braxen
- Gärs
- Gädda
- Löja
- Mört
- Ruda
- Sarv